# Mistrzostwa Świata w Lekkoatletyce 1995 – bieg na 400 m kobiet
Bieg na 400 m kobiet – jedna z konkurencji rozgrywanych podczas mistrzostw świata w lekkoatletyce w 1995. Eliminacje odbyły się 5 sierpnia, półfinały miały miejsce 6 sierpnia, finał zaś został rozegrany 8 sierpnia.
Do konkursu zgłoszone zostały 52 zawodniczki z 31 państw.
Zawody w tej konkurencji wygrała reprezentantka Francji Marie-José Pérec. Drugą pozycję zajęła zawodniczka z Bahamów Pauline Davis-Thompson, trzecią zaś reprezentująca Stany Zjednoczone Jearl Miles-Clark.

## Wyniki

### Eliminacje
Bieg 1
| Miejsce | Zawodniczka       | Państwo         | Wynik |
| ------- | ----------------- | --------------- | ----- |
| 1.      | Cathy Freeman     | Australia       | 51,29 |
| 2.      | Melanie Neef      | Wielka Brytania | 51,39 |
| 3.      | Tatjana Czebykina | Rosja           | 51,58 |
| 4.      | Linda Kisabaka    | Niemcy          | 51,96 |
| 5.      | Idalmis Bonne     | Kuba            | 52,10 |
| 6.      | Zoila Stewart     | Kostaryka       | 53,48 |
| 7.      | Hsu Pei-chin      | Chińskie Tajpej | 54,93 |

Bieg 2
| Miejsce | Zawodniczka           | Państwo           | Wynik |
| ------- | --------------------- | ----------------- | ----- |
| 1.      | Maicel Malone-Wallace | Stany Zjednoczone | 51,22 |
| 2.      | Julia Duporty         | Kuba              | 51,55 |
| 3.      | Olga Nazarowa         | Rosja             | 51,55 |
| 4.      | Olabisi Afolabi       | Nigeria           | 51,79 |
| 5.      | Grace Birungi         | Uganda            | 53,92 |
| 6.      | Ngozi Mwanamwambwa    | Zambia            | 53,92 |
| 7.      | Lu Xifang             | Chiny             | 56,64 |

Bieg 3
| Miejsce | Zawodniczka       | Państwo  | Wynik |
| ------- | ----------------- | -------- | ----- |
| 1.      | Marie-José Pérec  | Francja  | 51,24 |
| 2.      | Julija Sotnikowa  | Rosja    | 51,39 |
| 3.      | Zhang Hengyun     | Chiny    | 51,51 |
| 4.      | Uta Rohländer     | Niemcy   | 51,68 |
| 5.      | Norfalia Carabalí | Kolumbia | 51,96 |
| 6.      | Öznur Dursun      | Turcja   | 54,21 |
| –       | Kannan Solaimathi | Indie    | DNS   |

Bieg 4
| Miejsce | Zawodniczka            | Państwo           | Wynik   |
| ------- | ---------------------- | ----------------- | ------- |
| 1.      | Sandra Myers           | Hiszpania         | 51,18   |
| 2.      | Pauline Davis-Thompson | Bahamy            | 51,21   |
| 3.      | Kim Graham             | Stany Zjednoczone | 51,39   |
| 4.      | Li Jing                | Chiny             | 51,50   |
| 5.      | Sandra Kuschmann       | Niemcy            | 51,99   |
| 6.      | Ołha Moroz             | Ukraina           | 52,31   |
| 7.      | Sharron Celecia        | Gibraltar         | 1:01,03 |
| –       | Kate Clarke            | Liberia           | DNS     |

Bieg 5
| Miejsce | Zawodniczka       | Państwo             | Wynik |
| ------- | ----------------- | ------------------- | ----- |
| 1.      | Falilat Ogunkoya  | Nigeria             | 50,72 |
| 2.      | Jearl Miles-Clark | Stany Zjednoczone   | 50,94 |
| 3.      | Claudine Williams | Jamajka             | 51,32 |
| 4.      | Nancy McLeón      | Kuba                | 51,39 |
| 5.      | Évelyne Élien     | Francja             | 53,34 |
| 6.      | Mercy Addy        | Ghana               | 54,29 |
| –       | Bernice Morton    | Saint Kitts i Nevis | DSQ   |

Bieg 6
| Miejsce | Zawodniczka       | Państwo     | Wynik |
| ------- | ----------------- | ----------- | ----- |
| 1.      | Sandie Richards   | Jamajka     | 51,30 |
| 2.      | Ołena Rurak       | Ukraina     | 51,32 |
| 3.      | Danieła Georgiewa | Bułgaria    | 51,37 |
| 4.      | Helena Fuchsová   | Czechy      | 51,96 |
| 5.      | Lee Naylor        | Australia   | 52,37 |
| 6.      | Vernetta Lesforis | Saint Lucia | 56,43 |
| 7.      | Mirna El-Laz      | Liban       | 59,96 |
| –       | Francine Landre   | Francja     | DNF   |

Bieg 7
| Miejsce | Zawodniczka         | Państwo   | Wynik   |
| ------- | ------------------- | --------- | ------- |
| 1.      | Fatima Yusuf        | Nigeria   | 50,60   |
| 2.      | Renée Poetschka     | Australia | 51,26   |
| 3.      | Ximena Restrepo     | Kolumbia  | 51,57   |
| 4.      | Ludmila Formanová   | Czechy    | 52,05   |
| 5.      | Merlene Frazer      | Jamajka   | 52,24   |
| 6.      | Dora Kiriaku        | Cypr      | 52,81   |
| 7.      | Mary-Estelle Kapalu | Vanuatu   | 53,92   |
| 8.      | Bipendu Mbombo      | Zair      | 1:01,60 |

### Półfinały
Bieg 1
| Miejsce | Zawodniczka      | Państwo           | Wynik |
| ------- | ---------------- | ----------------- | ----- |
| 1.      | Cathy Freeman    | Australia         | 50,49 |
| 2.      | Fatima Yusuf     | Nigeria           | 50,56 |
| 3.      | Sandie Richards  | Jamajka           | 50,64 |
| 4.      | Melanie Neef     | Wielka Brytania   | 51,18 |
| 5.      | Julija Sotnikowa | Rosja             | 51,41 |
| 6.      | Kim Graham       | Stany Zjednoczone | 51,77 |
| 7.      | Ximena Restrepo  | Kolumbia          | 51,82 |
| 8.      | Li Jing          | Chiny             | 53,46 |

Bieg 2
| Miejsce | Zawodniczka            | Państwo           | Wynik |
| ------- | ---------------------- | ----------------- | ----- |
| 1.      | Pauline Davis-Thompson | Bahamy            | 50,43 |
| 2.      | Maicel Malone-Wallace  | Stany Zjednoczone | 50,77 |
| 3.      | Renée Poetschka        | Australia         | 51,00 |
| 4.      | Sandra Myers           | Hiszpania         | 51,03 |
| 5.      | Nancy McLeón           | Kuba              | 51,46 |
| 6.      | Danieła Georgiewa      | Bułgaria          | 51,65 |
| 7.      | Tatjana Czebykina      | Rosja             | 51,67 |
| 8.      | Claudine Williams      | Jamajka           | 52,99 |

Bieg 3
| Miejsce | Zawodniczka       | Państwo           | Wynik |
| ------- | ----------------- | ----------------- | ----- |
| 1.      | Jearl Miles-Clark | Stany Zjednoczone | 50,39 |
| 2.      | Marie-José Pérec  | Francja           | 50,42 |
| 3.      | Falilat Ogunkoya  | Nigeria           | 50,85 |
| 4.      | Olga Nazarowa     | Rosja             | 51,83 |
| 5.      | Julia Duporty     | Kuba              | 51,85 |
| 6.      | Uta Rohländer     | Niemcy            | 51,99 |
| 7.      | Ołena Rurak       | Ukraina           | 52,01 |
| 8.      | Zhang Hengyun     | Chiny             | 52,59 |

### Finał
| Miejsce | Zawodniczka            | Państwo           | Wynik |
| ------- | ---------------------- | ----------------- | ----- |
| 01 !    | Marie-José Pérec       | Francja           | 49,28 |
| 02 !    | Pauline Davis-Thompson | Bahamy            | 49,96 |
| 03 !    | Jearl Miles-Clark      | Stany Zjednoczone | 50,00 |
| 4.      | Cathy Freeman          | Australia         | 50,60 |
| 5.      | Fatima Yusuf           | Nigeria           | 50,70 |
| 6.      | Falilat Ogunkoya       | Nigeria           | 50,77 |
| 7.      | Maicel Malone-Wallace  | Stany Zjednoczone | 50,99 |
| 8.      | Sandie Richards        | Jamajka           | 51,13 |